# Produits agroalimentaires traditionnels de Sicile
 (juillet 2022).
Les Produits agroalimentaires traditionnels de Sicile, reconnus par le ministère des Politiques agricoles, alimentaires et forestières (MIPAAF) sur proposition du gouvernement de la région de Sicile, sont présentés dans la liste qui suit. La dernière mise à jour est date du 10 février 2020.

## Liste des produits (2012)
| N°  | Dénomination                                                                          | Secteur                                                                                                |
| --- | ------------------------------------------------------------------------------------- | --- |
| 1   | Amarena                                                                               | Boissons sans alcool, spiritueux et liqueurs                                                           |
| 2   | Acquavite di vino                                                                     | Boissons sans alcool, spiritueux et liqueurs                                                           |
| 3   | Liquore al mandarino                                                                  | Boissons sans alcool, spiritueux et liqueurs                                                           |
| 4   | Liquore fuoco dell'Etna                                                               | Boissons sans alcool, spiritueux et liqueurs                                                           |
| 5   | Carne fresca di vacca, di pecora, di capra e di maiale                                | Viandes (et abats) et leurs préparations                                                               |
| 6   | Gelatina di maiale, a liatina                                                         | Viandes (et abats) et leurs préparations                                                               |
| 7   | Salsiccia di maiale fresca, secca e affumicata, a sausizza                            | Viandes (et abats) et leurs préparations                                                               |
| 8   | Salsiccia pasqualora                                                                  | Viandes (et abats) et leurs préparations                                                               |
| 9   | Salsiccione                                                                           | Viandes (et abats) et leurs préparations                                                               |
| 10  | Olio extravergine di oliva                                                            | Matières grasses (beurre, margarine, huiles)                                                           |
| 11  | Elioconcentrato                                                                       | Condiments                                                                                             |
| 12  | Sale marino naturale                                                                  | Condiments                                                                                             |
| 13  | Ainuzzi                                                                               | Fromages                                                                                               |
| 14  | Belicino                                                                              | Fromages                                                                                               |
| 15  | Caci figurati                                                                         | Fromages                                                                                               |
| 16  | Caciocavallo palermitano                                                              | Fromages                                                                                               |
| 17  | Caciotta degli Elimi                                                                  | Fromages                                                                                               |
| 18  | Canestrato                                                                            | Fromages                                                                                               |
| 19  | Canestrato vacchino                                                                   | Fromages                                                                                               |
| 20  | Cofanetto                                                                             | Fromages                                                                                               |
| 21  | Cosacavaddu ibleo                                                                     | Fromages                                                                                               |
| 22  | Ericino                                                                               | Fromages                                                                                               |
| 23  | Formaggio di capra "Padduni"                                                          | Fromages                                                                                               |
| 24  | Formaggio di capra siciliana                                                          | Fromages                                                                                               |
| 25  | Formaggio di Santo Stefano di Quisquina                                               | Fromages                                                                                               |
| 26  | Maiorchino                                                                            | Fromages                                                                                               |
| 27  | Maiorchino di Novara di Sicilia                                                       | Fromages                                                                                               |
| 28  | Mozzarella                                                                            | Fromages                                                                                               |
| 29  | Pecorino rosso                                                                        | Fromages                                                                                               |
| 30  | Picurinu: tuma, primosale, secondo sale, stagionato                                   | Fromages                                                                                               |
| 31  | Piddiato                                                                              | Fromages                                                                                               |
| 32  | Provola                                                                               | Fromages                                                                                               |
| 33  | Provola dei Monti Sicani, caciotta                                                    | Fromages                                                                                               |
| 34  | Provola delle Madonie                                                                 | Fromages                                                                                               |
| 35  | Provola dei Nebrodi                                                                   | Fromages                                                                                               |
| 36  | Provola siciliana                                                                     | Fromages                                                                                               |
| 37  | Tumazzu di vacca                                                                      | Fromages                                                                                               |
| 38  | Vastedda palermitana                                                                  | Fromages                                                                                               |
| 39  | Aglio rosso di Nubia, Aglio di Paceco, Aglio di Trapani                               | Produits végétaux à l'état naturel ou transformés                                                      |
| 40  | Albicocco di Scillato                                                                 | Produits végétaux à l'état naturel ou transformés                                                      |
| 41  | Alloro                                                                                | Produits végétaux à l'état naturel ou transformés                                                      |
| 42  | Anguria di Siracusa                                                                   | Produits végétaux à l'état naturel ou transformés                                                      |
| 43  | Arancia bionda di Scillato                                                            | Produits végétaux à l'état naturel ou transformés                                                      |
| 44  | Bastarduna di Calatafimi                                                              | Produits végétaux à l'état naturel ou transformés                                                      |
| 45  | Capperi                                                                               | Produits végétaux à l'état naturel ou transformés                                                      |
| 46  | Capperi e cucunci                                                                     | Produits végétaux à l'état naturel ou transformés                                                      |
| 47  | Carciofo spinoso di Palermo o Menfi                                                   | Produits végétaux à l'état naturel ou transformés                                                      |
| 48  | Carciofo violetto catanese                                                            | Produits végétaux à l'état naturel ou transformés                                                      |
| 49  | Cavolfiore violetto natalino'                                                         | Produits végétaux à l'état naturel ou transformés                                                      |
| 50  | Cavolo broccolo o sparacello palermitano                                              | Produits végétaux à l'état naturel ou transformés                                                      |
| 51  | Cavolo rapa di Acireale "trunzu di aci"                                               | Produits végétaux à l'état naturel ou transformés                                                      |
| 52  | Cece                                                                                  | Produits végétaux à l'état naturel ou transformés                                                      |
| 53  | Ciliegia mastrantoni                                                                  | Produits végétaux à l'état naturel ou transformés                                                      |
| 54  | Cipolla di Giarratana                                                                 | Produits végétaux à l'état naturel ou transformés                                                      |
| 55  | Cotognata                                                                             | Produits végétaux à l'état naturel ou transformés                                                      |
| 56  | Fagiolo di Polizzi                                                                    | Produits végétaux à l'état naturel ou transformés                                                      |
| 57  | Fava di Leonforte                                                                     | Produits végétaux à l'état naturel ou transformés                                                      |
| 58  | Fichi secchi                                                                          | Produits végétaux à l'état naturel ou transformés                                                      |
| 59  | Fichidindia                                                                           | Produits végétaux à l'état naturel ou transformés                                                      |
| 60  | Ficodindia della valle del Belice                                                     | Produits végétaux à l'état naturel ou transformés                                                      |
| 61  | Ficodindia della valle del Torto, ficudinia'                                          | Produits végétaux à l'état naturel ou transformés                                                      |
| 62  | Ficodindia di San Cono                                                                | Produits végétaux à l'état naturel ou transformés                                                      |
| 63  | Fragola e fragolina di Maletto                                                        | Produits végétaux à l'état naturel ou transformés                                                      |
| 64  | Fragolina di Ribera                                                                   | Produits végétaux à l'état naturel ou transformés                                                      |
| 65  | Fragolina di Sciacca                                                                  | Produits végétaux à l'état naturel ou transformés                                                      |
| 66  | Grano duro                                                                            | Produits végétaux à l'état naturel ou transformés                                                      |
| 67  | Kaki di Misilmeri                                                                     | Produits végétaux à l'état naturel ou transformés                                                      |
| 68  | Lentilles d'Ustica                                                                    | Produits végétaux à l'état naturel ou transformés                                                      |
| 69  | Lenticchia di Villalba                                                                | Produits végétaux à l'état naturel ou transformés                                                      |
| 70  | Limone in seccagno di Pettineo                                                        | Produits végétaux à l'état naturel ou transformés                                                      |
| 71  | Limone verdello                                                                       | Produits végétaux à l'état naturel ou transformés                                                      |
| 72  | Mandarino tardivo di Ciaculli                                                         | Produits végétaux à l'état naturel ou transformés                                                      |
| 73  | Amande d'Avola                                                                        | Produits végétaux à l'état naturel ou transformés                                                      |
| 74  | Amande                                                                                | Produits végétaux à l'état naturel ou transformés                                                      |
| 75  | Manna                                                                                 | Produits végétaux à l'état naturel ou transformés                                                      |
| 76  | Marmellata di arance                                                                  | Produits végétaux à l'état naturel ou transformés                                                      |
| 77  | Marmellata di mele cotogne                                                            | Produits végétaux à l'état naturel ou transformés                                                      |
| 78  | Marmellata di pere spinelli, pira spinieddi                                           | Produits végétaux à l'état naturel ou transformés                                                      |
| 79  | Mele cola                                                                             | Produits végétaux à l'état naturel ou transformés                                                      |
| 80  | Mele gelate cola                                                                      | Produits végétaux à l'état naturel ou transformés                                                      |
| 81  | Melone invernale giallo "cartucciaru" verde "purceddu"                                | Produits végétaux à l'état naturel ou transformés                                                      |
| 82  | Melone giallo (cucumis melo var. inodorus), melone giallo di Paceco, melone d'inverno | Produits végétaux à l'état naturel ou transformés                                                      |
| 83  | Mostarda                                                                              | Produits végétaux à l'état naturel ou transformés                                                      |
| 84  | Mostarda essiccata                                                                    | Produits végétaux à l'état naturel ou transformés                                                      |
| 85  | Nespola di Trabia                                                                     | Produits végétaux à l'état naturel ou transformés                                                      |
| 86  | Nocciole dei Nebrodi                                                                  | Produits végétaux à l'état naturel ou transformés                                                      |
| 87  | Noce di Motta, "nuci da Motta"                                                        | Produits végétaux à l'état naturel ou transformés                                                      |
| 88  | Oliva nebba                                                                           | Produits végétaux à l'état naturel ou transformés                                                      |
| 89  | Oliva nera passuluni                                                                  | Produits végétaux à l'état naturel ou transformés                                                      |
| 90  | Origano                                                                               | Produits végétaux à l'état naturel ou transformés                                                      |
| 91  | Ovaletto di Calatafimi                                                                | Produits végétaux à l'état naturel ou transformés                                                      |
| 92  | Patata novella di Messina                                                             | Produits végétaux à l'état naturel ou transformés                                                      |
| 93  | Patata novella di Siracusa                                                            | Produits végétaux à l'état naturel ou transformés                                                      |
| 94  | Pere butirra d'estate                                                                 | Produits végétaux à l'état naturel ou transformés                                                      |
| 95  | Pere spinelli                                                                         | Produits végétaux à l'état naturel ou transformés                                                      |
| 96  | Pere ucciardona                                                                       | Produits végétaux à l'état naturel ou transformés                                                      |
| 97  | Pere virgola                                                                          | Produits végétaux à l'état naturel ou transformés                                                      |
| 98  | Pomodoro di Vittoria                                                                  | Produits végétaux à l'état naturel ou transformés                                                      |
| 99  | Pomodoro faino di Licata detto "buttichieddu"                                         | Produits végétaux à l'état naturel ou transformés                                                      |
| 100 | Pomodoro seccagno pizzutello di Paceco                                                | Produits végétaux à l'état naturel ou transformés                                                      |
| 101 | Pomodoro secco (ciappa)                                                               | Produits végétaux à l'état naturel ou transformés                                                      |
| 102 | Rosmarino                                                                             | Produits végétaux à l'état naturel ou transformés                                                      |
| 103 | Susino sanacore (u prunu ri murriali)                                                 | Produits végétaux à l'état naturel ou transformés                                                      |
| 104 | Zucchina di Misilmeri detta: "friscaredda"                                            | Produits végétaux à l'état naturel ou transformés                                                      |
| 105 | Amaretti                                                                              | Pâtes fraîches et produits de boulangerie, biscuiterie, pâtisserie et confiserie                       |
| 106 | Biancomangiare                                                                        | Pâtes fraîches et produits de boulangerie, biscuiterie, pâtisserie et confiserie                       |
| 107 | Biscotti a "s"                                                                        | Pâtes fraîches et produits de boulangerie, biscuiterie, pâtisserie et confiserie                       |
| 108 | Biscotti al latte                                                                     | Pâtes fraîches et produits de boulangerie, biscuiterie, pâtisserie et confiserie                       |
| 109 | Biscotti bolliti, i viscotta udduti'                                                  | Pâtes fraîches et produits de boulangerie, biscuiterie, pâtisserie et confiserie                       |
| 110 | Biscotti di Natale                                                                    | Pâtes fraîches et produits de boulangerie, biscuiterie, pâtisserie et confiserie                       |
| 111 | Biscotti duri                                                                         | Pâtes fraîches et produits de boulangerie, biscuiterie, pâtisserie et confiserie                       |
| 112 | Biscotto di Monreale (viscottu ri Murriali)                                           | Pâtes fraîches et produits de boulangerie, biscuiterie, pâtisserie et confiserie                       |
| 113 | Biscotti glassati, i viscotta cà liffia o mazziati                                    | Pâtes fraîches et produits de boulangerie, biscuiterie, pâtisserie et confiserie                       |
| 114 | Bocconetto                                                                            | Pâtes fraîches et produits de boulangerie, biscuiterie, pâtisserie et confiserie                       |
| 115 | Braccialette                                                                          | Pâtes fraîches et produits de boulangerie, biscuiterie, pâtisserie et confiserie                       |
| 116 | Buccellato                                                                            | Pâtes fraîches et produits de boulangerie, biscuiterie, pâtisserie et confiserie                       |
| 117 | Caciu all'argintèra                                                                   | Pâtes fraîches et produits de boulangerie, biscuiterie, pâtisserie et confiserie                       |
| 118 | Cannillieri                                                                           | Pâtes fraîches et produits de boulangerie, biscuiterie, pâtisserie et confiserie                       |
| 119 | Cannoli                                                                               | Pâtes fraîches et produits de boulangerie, biscuiterie, pâtisserie et confiserie                       |
| 120 | Cannolo alla ricotta, cannolo siciliano                                               | Pâtes fraîches et produits de boulangerie, biscuiterie, pâtisserie et confiserie                       |
| 121 | Cassata siciliana                                                                     | Pâtes fraîches et produits de boulangerie, biscuiterie, pâtisserie et confiserie                       |
| 122 | Cassateddi                                                                            | Pâtes fraîches et produits de boulangerie, biscuiterie, pâtisserie et confiserie                       |
| 123 | Cassateddi di Calatafimi                                                              | Pâtes fraîches et produits de boulangerie, biscuiterie, pâtisserie et confiserie                       |
| 124 | Cassatella di Agira                                                                   | Pâtes fraîches et produits de boulangerie, biscuiterie, pâtisserie et confiserie                       |
| 125 | Ciambella                                                                             | Pâtes fraîches et produits de boulangerie, biscuiterie, pâtisserie et confiserie                       |
| 126 | Ciascuna, mucatuli                                                                    | Pâtes fraîches et produits de boulangerie, biscuiterie, pâtisserie et confiserie                       |
| 127 | Cioccolata di Modica                                                                  | Pâtes fraîches et produits de boulangerie, biscuiterie, pâtisserie et confiserie                       |
| 128 | Colombe pasquali, i palummeddi, pastifuorti                                           | Pâtes fraîches et produits de boulangerie, biscuiterie, pâtisserie et confiserie                       |
| 129 | Crespelle di riso                                                                     | Pâtes fraîches et produits de boulangerie, biscuiterie, pâtisserie et confiserie                       |
| 130 | Crispelle, i crispeddi'                                                               | Pâtes fraîches et produits de boulangerie, biscuiterie, pâtisserie et confiserie                       |
| 131 | Cuccìa                                                                                | Pâtes fraîches et produits de boulangerie, biscuiterie, pâtisserie et confiserie                       |
| 132 | Cucciddata                                                                            | Pâtes fraîches et produits de boulangerie, biscuiterie, pâtisserie et confiserie                       |
| 133 | Cucciddati di Calatafimi                                                              | Pâtes fraîches et produits de boulangerie, biscuiterie, pâtisserie et confiserie                       |
| 134 | Cucuzzata                                                                             | Pâtes fraîches et produits de boulangerie, biscuiterie, pâtisserie et confiserie                       |
| 135 | Cuddrireddra                                                                          | Pâtes fraîches et produits de boulangerie, biscuiterie, pâtisserie et confiserie                       |
| 136 | Cuddureddi                                                                            | Pâtes fraîches et produits de boulangerie, biscuiterie, pâtisserie et confiserie                       |
| 137 | Cuffitelle                                                                            | Pâtes fraîches et produits de boulangerie, biscuiterie, pâtisserie et confiserie                       |
| 138 | Facciuni di Santa Chiara                                                              | Pâtes fraîches et produits de boulangerie, biscuiterie, pâtisserie et confiserie                       |
| 139 | Fasciatelle                                                                           | Pâtes fraîches et produits de boulangerie, biscuiterie, pâtisserie et confiserie                       |
| 140 | Frutti di Martorana                                                                   | Pâtes fraîches et produits de boulangerie, biscuiterie, pâtisserie et confiserie                       |
| 141 | Gadduzzi                                                                              | Pâtes fraîches et produits de boulangerie, biscuiterie, pâtisserie et confiserie                       |
| 142 | Gelo di melone                                                                        | Pâtes fraîches et produits de boulangerie, biscuiterie, pâtisserie et confiserie                       |
| 143 | Granita di gelsi neri                                                                 | Pâtes fraîches et produits de boulangerie, biscuiterie, pâtisserie et confiserie                       |
| 144 | Granita di mandorla                                                                   | Pâtes fraîches et produits de boulangerie, biscuiterie, pâtisserie et confiserie                       |
| 145 | Guammelle                                                                             | Pâtes fraîches et produits de boulangerie, biscuiterie, pâtisserie et confiserie                       |
| 146 | Giuggiolena o cubbaita                                                                | Pâtes fraîches et produits de boulangerie, biscuiterie, pâtisserie et confiserie                       |
| 147 | Mandorlato (biscotto riccio)                                                          | Pâtes fraîches et produits de boulangerie, biscuiterie, pâtisserie et confiserie                       |
| 148 | Mastazzola                                                                            | Pâtes fraîches et produits de boulangerie, biscuiterie, pâtisserie et confiserie                       |
| 149 | Nfasciatieddi                                                                         | Pâtes fraîches et produits de boulangerie, biscuiterie, pâtisserie et confiserie                       |
| 150 | Nfasciatieddi di Agira                                                                | Pâtes fraîches et produits de boulangerie, biscuiterie, pâtisserie et confiserie                       |
| 151 | Nfasciatiaddi di Troina                                                               | Pâtes fraîches et produits de boulangerie, biscuiterie, pâtisserie et confiserie                       |
| 152 | Nfrigghiulata                                                                         | Pâtes fraîches et produits de boulangerie, biscuiterie, pâtisserie et confiserie                       |
| 153 | Nucàtuli                                                                              | Pâtes fraîches et produits de boulangerie, biscuiterie, pâtisserie et confiserie                       |
| 154 | Ossa di morto                                                                         | Pâtes fraîches et produits de boulangerie, biscuiterie, pâtisserie et confiserie                       |
| 155 | Pagnotta alla disgraziata                                                             | Pâtes fraîches et produits de boulangerie, biscuiterie, pâtisserie et confiserie                       |
| 156 | Pane a lievitazione naturale (pani cu cruscenti)                                      | Pâtes fraîches et produits de boulangerie, biscuiterie, pâtisserie et confiserie                       |
| 157 | Pane di casa, u pani i casa                                                           | Pâtes fraîches et produits de boulangerie, biscuiterie, pâtisserie et confiserie                       |
| 158 | Pane di Monreale (u pani ri Murriali)                                                 | Pâtes fraîches et produits de boulangerie, biscuiterie, pâtisserie et confiserie                       |
| 159 | Pane di San Giuseppe                                                                  | Pâtes fraîches et produits de boulangerie, biscuiterie, pâtisserie et confiserie                       |
| 160 | Pane votivo, a cuddura di San Paulu'                                                  | Pâtes fraîches et produits de boulangerie, biscuiterie, pâtisserie et confiserie                       |
| 161 | Panzerotti                                                                            | Pâtes fraîches et produits de boulangerie, biscuiterie, pâtisserie et confiserie                       |
| 162 | Papareddi                                                                             | Pâtes fraîches et produits de boulangerie, biscuiterie, pâtisserie et confiserie                       |
| 163 | Pasta alla crema di latte                                                             | Pâtes fraîches et produits de boulangerie, biscuiterie, pâtisserie et confiserie                       |
| 164 | Pasta di mandorle                                                                     | Pâtes fraîches et produits de boulangerie, biscuiterie, pâtisserie et confiserie                       |
| 165 | Pasta di nocciola                                                                     | Pâtes fraîches et produits de boulangerie, biscuiterie, pâtisserie et confiserie                       |
| 166 | Pasta reale di Erice                                                                  | Pâtes fraîches et produits de boulangerie, biscuiterie, pâtisserie et confiserie                       |
| 167 | Petrafennula                                                                          | Pâtes fraîches et produits de boulangerie, biscuiterie, pâtisserie et confiserie                       |
| 168 | Pignoccata                                                                            | Pâtes fraîches et produits de boulangerie, biscuiterie, pâtisserie et confiserie                       |
| 169 | Pignolata di Messina                                                                  | Pâtes fraîches et produits de boulangerie, biscuiterie, pâtisserie et confiserie                       |
| 170 | Piparelle                                                                             | Pâtes fraîches et produits de boulangerie, biscuiterie, pâtisserie et confiserie                       |
| 171 | Pizzarruna                                                                            | Pâtes fraîches et produits de boulangerie, biscuiterie, pâtisserie et confiserie                       |
| 172 | Pupi cull'ova                                                                         | Pâtes fraîches et produits de boulangerie, biscuiterie, pâtisserie et confiserie                       |
| 173 | Pupi di zucchero                                                                      | Pâtes fraîches et produits de boulangerie, biscuiterie, pâtisserie et confiserie                       |
| 174 | Salame turco                                                                          | Pâtes fraîches et produits de boulangerie, biscuiterie, pâtisserie et confiserie                       |
| 175 | Savoiarde                                                                             | Pâtes fraîches et produits de boulangerie, biscuiterie, pâtisserie et confiserie                       |
| 176 | Scacciata                                                                             | Pâtes fraîches et produits de boulangerie, biscuiterie, pâtisserie et confiserie                       |
| 177 | Scursunera                                                                            | Pâtes fraîches et produits de boulangerie, biscuiterie, pâtisserie et confiserie                       |
| 178 | Sfincia di San Giuseppe                                                               | Pâtes fraîches et produits de boulangerie, biscuiterie, pâtisserie et confiserie                       |
| 179 | Sfincione                                                                             | Pâtes fraîches et produits de boulangerie, biscuiterie, pâtisserie et confiserie                       |
| 180 | Sfoglio, sfogghiu'                                                                    | Pâtes fraîches et produits de boulangerie, biscuiterie, pâtisserie et confiserie                       |
| 181 | Squartucciatu                                                                         | Pâtes fraîches et produits de boulangerie, biscuiterie, pâtisserie et confiserie                       |
| 182 | Taralli                                                                               | Pâtes fraîches et produits de boulangerie, biscuiterie, pâtisserie et confiserie                       |
| 183 | Testa di turco                                                                        | Pâtes fraîches et produits de boulangerie, biscuiterie, pâtisserie et confiserie                       |
| 184 | Vastedda cu sammucu, Vastedda nfigghiulata                                            | Pâtes fraîches et produits de boulangerie, biscuiterie, pâtisserie et confiserie                       |
| 185 | Torrone di Caltanissetta, turruni'                                                    | Pâtes fraîches et produits de boulangerie, biscuiterie, pâtisserie et confiserie                       |
| 186 | Vastedda fritta                                                                       | Pâtes fraîches et produits de boulangerie, biscuiterie, pâtisserie et confiserie                       |
| 187 | Vucciddati di mandorle                                                                | Pâtes fraîches et produits de boulangerie, biscuiterie, pâtisserie et confiserie                       |
| 188 | Arancini di riso                                                                      | Produits de la gastronomie                                                                             |
| 189 | Badduzzi di risu                                                                      | Produits de la gastronomie                                                                             |
| 190 | Busiati col pesto alla trapanese                                                      | Produits de la gastronomie                                                                             |
| 191 | Caponata di melanzane                                                                 | Produits de la gastronomie                                                                             |
| 192 | Cardi in pastella                                                                     | Produits de la gastronomie                                                                             |
| 193 | Cavate                                                                                | Produits de la gastronomie                                                                             |
| 194 | Crespelle                                                                             | Produits de la gastronomie                                                                             |
| 195 | Crocchè di patate                                                                     | Produits de la gastronomie                                                                             |
| 196 | Cuscus di pesce                                                                       | Produits de la gastronomie                                                                             |
| 197 | Focaccia al sambuco                                                                   | Produits de la gastronomie                                                                             |
| 198 | Frascatula                                                                            | Produits de la gastronomie                                                                             |
| 199 | Iris                                                                                  | Produits de la gastronomie                                                                             |
| 200 | Maccaruna                                                                             | Produits de la gastronomie                                                                             |
| 201 | Màccu di favi                                                                         | Produits de la gastronomie                                                                             |
| 202 | Màccu di grano                                                                        | Produits de la gastronomie                                                                             |
| 203 | Malateddi                                                                             | Produits de la gastronomie                                                                             |
| 204 | Nfigghiulata                                                                          | Produits de la gastronomie                                                                             |
| 205 | Padducculi di carne                                                                   | Produits de la gastronomie                                                                             |
| 206 | Pane cotto                                                                            | Produits de la gastronomie                                                                             |
| 207 | Panelle                                                                               | Produits de la gastronomie                                                                             |
| 208 | Parmigiana di melanzane                                                               | Produits de la gastronomie                                                                             |
| 209 | Pasta cà muddica                                                                      | Produits de la gastronomie                                                                             |
| 210 | Pasta che sàrdi                                                                       | Produits de la gastronomie                                                                             |
| 211 | Pasta che vruoccoli arriminàti                                                        | Produits de la gastronomie                                                                             |
| 212 | Sarde a beccaficu                                                                     | Produits de la gastronomie                                                                             |
| 213 | Stigghiola                                                                            | Produits de la gastronomie                                                                             |
| 214 | Vino cotto e mustazzoli                                                               | Produits de la gastronomie                                                                             |
| 215 | Zuzzu                                                                                 | Produits de la gastronomie                                                                             |
| 216 | Bottarga, uovo di tonno                                                               | Préparations de poissons, mollusques et crustacés et techniques particulières d'élevage de ces espèces |
| 217 | Bottarga, uovo di tonno di Capo San Vito, uovo di tonno santovitaro                   | Préparations de poissons, mollusques et crustacés et techniques particulières d'élevage de ces espèces |
| 218 | Pesce azzurro sott'olio di Lampedusa                                                  | Préparations de poissons, mollusques et crustacés et techniques particulières d'élevage de ces espèces |
| 219 | Menola salata, menole salate, ritùnnu salàtu, ritùnni salàti'                         | Préparations de poissons, mollusques et crustacés et techniques particulières d'élevage de ces espèces |
| 220 | Tonno di tonnara                                                                      | Préparations de poissons, mollusques et crustacés et techniques particulières d'élevage de ces espèces |
| 221 | Vaccareddi (lumache)                                                                  | Préparations de poissons, mollusques et crustacés et techniques particulières d'élevage de ces espèces |
| 222 | Miele delle Egadi                                                                     | Produits d'origine animale (miel, produits laitiers, à l'exclusion du beurre)                          |
| 223 | Miele delle Madonie                                                                   | Produits d'origine animale (miel, produits laitiers, à l'exclusion du beurre)                          |
| 224 | Miele di acacia, di timo, di carrubo                                                  | Produits d'origine animale (miel, produits laitiers, à l'exclusion du beurre)                          |
| 225 | Miele di timo, di agrumi, di cardo, di eucalyptus, di carrubo                         | Produits d'origine animale (miel, produits laitiers, à l'exclusion du beurre)                          |
| 226 | Miele di Trapani                                                                      | Produits d'origine animale (miel, produits laitiers, à l'exclusion du beurre)                          |
| 227 | Miele ibleo                                                                           | Produits d'origine animale (miel, produits laitiers, à l'exclusion du beurre)                          |
| 228 | Miele millefiori                                                                      | Produits d'origine animale (miel, produits laitiers, à l'exclusion du beurre)                          |
| 229 | Miele della provincia di Agrigento                                                    | Produits d'origine animale (miel, produits laitiers, à l'exclusion du beurre)                          |
| 230 | Ricotta di pecora                                                                     | Produits d'origine animale (miel, produits laitiers, à l'exclusion du beurre)                          |
| 231 | Ricotta di vacca                                                                      | Produits d'origine animale (miel, produits laitiers, à l'exclusion du beurre)                          |
| 232 | Ricotta iblea                                                                         | Produits d'origine animale (miel, produits laitiers, à l'exclusion du beurre)                          |
| 233 | Ricotta infornata                                                                     | Produits d'origine animale (miel, produits laitiers, à l'exclusion du beurre)                          |
| 234 | Ricotta mista                                                                         | Produits d'origine animale (miel, produits laitiers, à l'exclusion du beurre)                          |